# Tribonium spectrum
Tribonium spectrum är en kackerlacksart som först beskrevs av Johann Friedrich von Eschscholtz 1822.  Tribonium spectrum ingår i släktet Tribonium och familjen jättekackerlackor. Inga underarter finns listade i Catalogue of Life.